# Kiruna IF
Le Kiruna IF est un club de hockey sur glace de Kiruna en Suède. Il évolue en Division 1, le troisième échelon suédois.

## Historique
Le club est créé en 1988 sous le nom de Team Kiruna IF. En 2007, le club est renommé Kiruna IF.

## Palmarès
- Aucun titre.